# تشارلز لوكاس (كاتب)
تشارلز لوكاس (بالفرنسية: Charles-Louis-Achille Lucas)‏ هو مهندس معماري وكاتب وبروفيسور فرنسي، ولد في 8 أبريل 1838 في باريس في فرنسا، وتوفي بنفس المكان في 30 سبتمبر 1905.